# Kanalni rodopsini
Kanalni rodopsini su potfamilija opsinskih proteina koji funkcionišu kao svetlošću-kontrolisani jonski kanali. Oni služe kao senzorni fotoreceptori kod unicelularnih zelenih algi, koji kontrolišu fototaksu, i.e. kretanje u responsu na svetlost. Kad su izraženi u ćelijama drugih organizama, oni omogućavaju korišćenje svetlosti za kontrolu intracelularne kiselosti, priliva kalcijuma, električne pobudljivosti, i drugih ćelijskih procesa. Tri kanalna rodopsina su poznata: kanalni rodopsin-1 (ChR1), kanalni rodopsin-2 (ChR2), i Volvox kanalni rodopsin (VChR1). Svi poznati kanalni rodopsini su nespecifični katjonski kanali, koji provode +, +, +, i 2+ jone.

## Istorija
Džordž Nagel i njegovi saradnici su otkrili 2002. godine da je kanalni rodopsin-1 iz zelene alge Chlamydomonas reinhardtii svetlošću aktivirani jonski kanal. Kanalni rodopsin-2, koji je takođe bio izolovan iz Chlamydomonas reinhardtii, je otkrila Deiserotova grupa 2005. On je ušao u široku upotrebu u neuronauci od tad. U poređenju sa ChR1, dužina provodljivog stanja je dvostruko duža kod ChR2. Posledica toga su duže stacionarne struje, i sporija kinetika.
VChR1, koji ima crveno-pomerenu apsorpcije, je otriven kod multićelijskih algi Volvox.

## Struktura
Strukturno, kanalni rodopsini su retinilidenski proteini. Oni su sedam-transmembranski proteini poput rodopsina, i sadrže svetlošću-izomerizući hromofor sve-trans-retinal (aldehidni derivat vitamina A). Retinalni hromofor je kovalentno za protein putem protonasane Šifove baze. Dok su 7-transmembranski proteini većinom G protein spregnuti receptori koji otvaraju druge jonske kanale indirektno putem sekundarnih glasnika (npr. oni su metabotropni), kanalni rodopsini direktno formiraju jonske kanale (i.e. oni su jonotropni). To omogućava izuzetno brzu i robustanu ćelijsku depolarizaciju, i korisno je za bioinžinjerske i neuronaučne primene, kao što je fotostimulacija.

## Dodatna literatura
- Arenkiel BR; Peca J; Davison IG;  . (2007). „In vivo light-induced activation of neural circuitry in transgenic mice expressing channelrhodopsin-2”. Neuron. 54 (2): 205—18. PMID 17442243. doi:10.1016/j.neuron.2007.03.005.
- Bi A; Cui J; Ma YP;  . (2006). „Ectopic expression of a microbial-type rhodopsin restores visual responses in mice with photoreceptor degeneration”. Neuron. 50 (1): 23—33. PMC 1459045 . PMID 16600853. doi:10.1016/j.neuron.2006.02.026.

## Spoljašnje veze
- Optički alati u istraživanju mozga